# Sparo per uccidere
Sparo per uccidere è un thriller del 1947 per la regia di William Berke.

## Trama
La moglie di un condannato ingiustamente a molti anni di prigione è convinta dell'innocenza del marito. Per scoprire la verità sulla detenzione del coniuge si fa assumere come segretaria nell'ufficio del giudice che ha emanato la condanna per scoprire che quest'ultimo ha manipolato il processo e creato delle false prove per accusare l'uomo di un reato non commesso e coprire le sue losche attività.